# João Siqueira Santos
João Siqueira Santos (Vila do Cumbe, 25 de abril de 1909 — Euclides da Cunha, 25 de agosto de 2007) mais conhecido como Ioiô da Professora ou Seu Ioiô, foi uma das últimas fontes de informação oral sobre Antônio Conselheiro e a Guerra de Canudos.
Era filho de Leolino Manoel dos Santos e Erotildes Siqueira dos Santos, primeira professora da Vila do Cumbe. Seu pai era um produtor rural da região que conheceu e negociava com Antônio Conselheiro. Seu Ioiô contava que a mãe serviu de enfermeira para os militares feridos vindos do palco da guerra. Ambos lhe deixaram muitas histórias sobre suas experiências com a guerra de Canudos. Mais tarde, Seu Ioiô procurou contato com conselheiristas sobreviventes como Pedrão e Ciríaco e, sendo "bom de papo", gostava de passar estas histórias adiante.
Foi professor, historiador amador e contador de histórias. Casou em 1935 com Izabel Abreu, neta do coronel José Américo Camelo de Souza Velho, um dos maiores inimigos de Canudos, com quem teve uma filha chamada Ederlinda. Sua mãe lhe deixou como herança a casa velha localizada na praça da igreja. Na época do intendente Major Antonino, Seu Ioiô possuía um bar.
Quando aposentou-se passou a viver como contador de histórias, atraindo visitas de turistas e historiadores. No dia 12 de agosto de 2007, começou a queixar-se de um certo cansaço causado por uma gripe e próxima pneumonia. Foi internado no dia 19, no hospital municipal de Euclides da Cunha, vindo a falecer no dia 25.